# NGC 2647
NGC 2647 ist eine kompakte Galaxie vom Hubble-Typ C im Sternbild Krebs auf der Ekliptik. Sie ist schätzungsweise 736 Millionen Lichtjahre von der Milchstraße entfernt und hat einen Durchmesser von etwa 175.000 Lichtjahren.
Im selben Himmelsareal befinden sich u. a. die Galaxien NGC 2625, NGC 2637, NGC 2643, IC 2388.
Das Objekt wurde am 30. Oktober 1864 von Albert Marth entdeckt.